# Euxoa hyrcana
Euxoa hyrcana är en fjärilsart som beskrevs av Corti 1932. Euxoa hyrcana ingår i släktet Euxoa och familjen nattflyn. Inga underarter finns listade i Catalogue of Life.